# 7500 (фильм)
«7500» — германо-американский художественный фильм в жанре триллера и боевика режиссёра Патрика Воллрата, который является его режиссёрским дебютом в полнометражном кино. Главную роль в фильме исполняет Джозеф Гордон-Левитт.

## Сюжет
Самолёт, совершающий пассажирский рейс Берлин-Париж на высоте 30 000 футов, захватывают террористы. Они совершают попытку прорваться в кабину экипажа, но второй пилот Тобиас Эллис даёт отпор и запирается за бронированной дверью. Он отключает одного из террористов и связывает его. Капитан Лутцман получил ножевое ранение, сам Тобиас сильно повредил руку. Террористы угрожают убить одного из пассажиров и требуют открыть дверь. Диспетчеры с земли запрещают ему открывать дверь, что бы ни делали террористы. Тобиас призывает пассажиров противостоять плохо вооружённым преступникам, но безрезультатно. Лутцман умирает. Террористы убивают сначала пассажира, а затем бортпроводницу, подругу Тобиаса, на глазах Тобиаса. Пилот отключает видеонаблюдение салона и сосредотачивается на управлении и близкой посадке в Ганновере. У Тобиаса получается установить визуальный контакт с молодым террористом Ведатом.
Отключившийся террорист в кабине приходит в себя и открывает дверь. Террористы пытаются прорваться в кабину, но вмешиваются пассажиры. На помощь приходит Ведат, который встаёт на сторону Тобиаса. Ведат убивает прорвавшегося в кабину террориста. Топливо на исходе. Из последних сил, под угрозами Ведата, Тобиас сажает самолёт. Уже на земле снайпер немецкого спецназа расстреливает Ведата. Тобиас из последних сил покидает самолёт и просит врачей первым оказать помощь Ведату.
Название отсылает к коду самолётного ответчика 7500 «Захват самолёта».

## В ролях
- Джозеф Гордон-Левитт — Тобиас Эллис
- Эйлин Тизел — Гёкке
- Аурели Тэпо — Натали
- Карло Кицлингер — Михаэль
- Пауль Воллин — Даниэль

## Производство
В январе 2017 года было объявлено о том, что Пол Дано будет играть главную роль в фильме «7500», а Патрик Воллрат будет режиссировать этот фильм, что является его режиссёрским дебютом в полнометражном кино. Съёмки планировали начать летом 2017 года в Германии. Однако, когда съёмки были отложены Дано выбыл из проекта из-за конфликтов в своём съёмочном графике и был заменён Джозефом Гордоном-Левиттом. Производство фильма началось в ноябре 2017 года в Кёльне и Вене. Говоря об участии Гордона-Левитта в проекте Воллрат сказал: «На сегодня Джозеф — один из самых замечательных актёров на экране, мы с нетерпением ждем сотрудничества с ним и хотим видеть, какое волшебство он привнесёт в эту сложную роль».

## Выход
Компания FilmNation Entertainment приобрела права на международное распространение фильма, а компания Endeavor Content продаёт права на фильм в Северной Америке.